# Сандиго

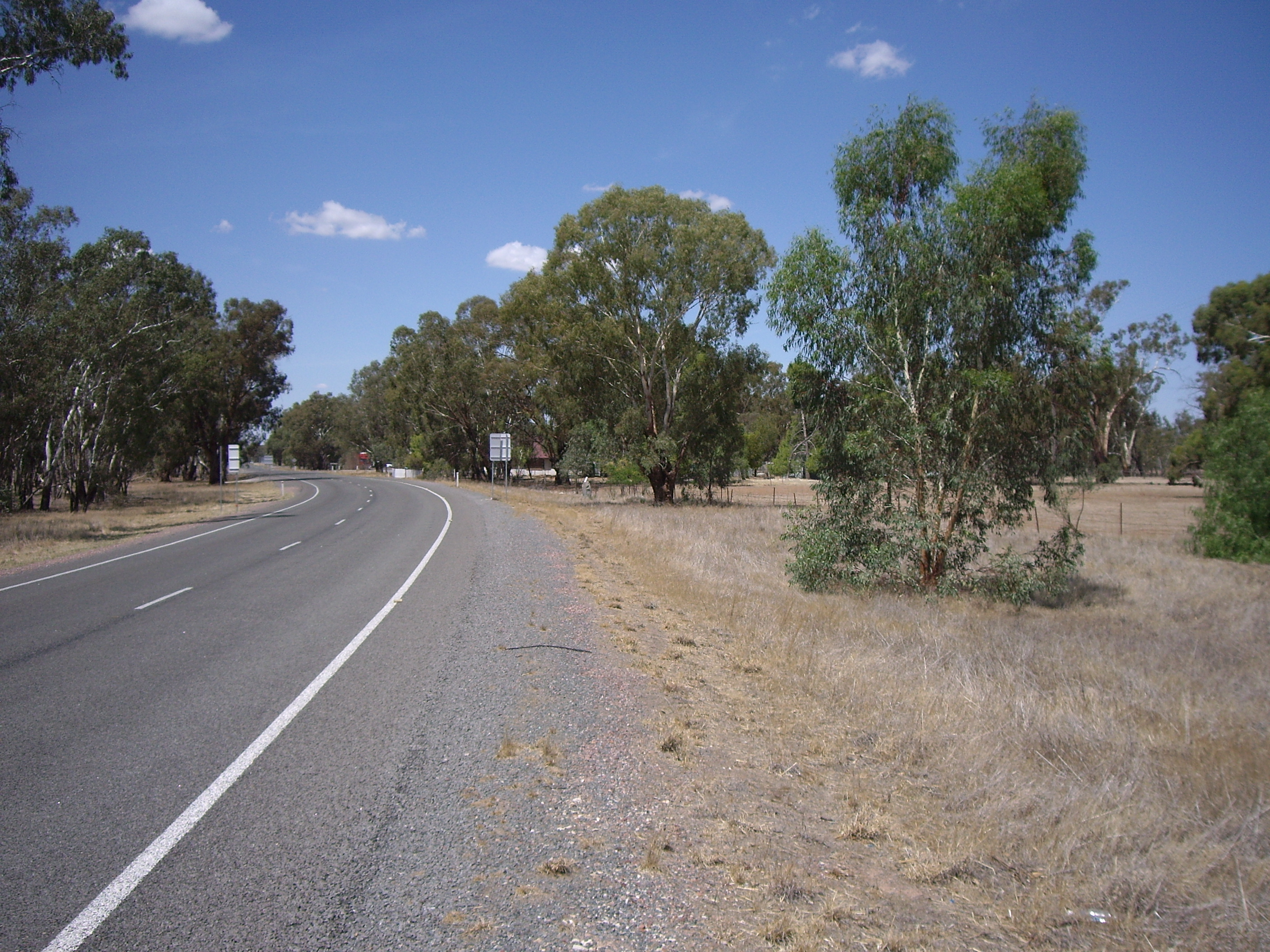
Сандиго

Сандиго (англ. Sandigo) — населённый пункт, расположенный на ручье Сэнди в центральной части Риверины (штат Новый Южный Уэльс, Австралия). Он расположен вдоль шоссе Стёрта, примерно в 11 километрах к северо-западу от Кайвонга и в 21 километре к юго-востоку от Наррандеры. По данным переписи 2016 года, население Сандиго составляло 84 человека.

## Выращивание фундука
В Сандиго расположено предприятие по выращиванию фундука, принадлежащее компании Agri Australis Pty Ltd (дочерняя компания Ferrero). Земля, которую сочли подходящей для выращивания фундука из-за подходящего типа почвы и наличия воды, была приобретена Ferrero в 2011 году. Биозащита импортированных растений фундука (из Чили) была пройдена к 2012 году, и посадка началась в апреле 2014 года. Первый урожай был собран в 2018 году.

## Спорт и отдых
Футбольный клуб Сандиго был образован в 1920 году, носил сине-золотые цвета и сыграл в девяти гранд-финалах за 11 лет участия в Футбольной ассоциации Фэйтфула и района с 1920 по 1930 год, выиграв четыре премьер-лиги, в 1921, 1922, 1928 и 1930 годах.
В 1929 году Сандиго подали заявку на вступление в Футбольную ассоциацию второго класса, расположенную в Уогге, но им было отказано на том основании, что Сандиго не могут полностью укомплектовать свою команду младшими игроками, и им потребуются старшие игроки, которые будут составлять команду каждую неделю.
После долгого и затяжного протеста после гранд-финала 1930 года с Футбольной ассоциацией Фэйтфула и района, Сандиго ушла на перерыв в 1931 году, а затем присоединилась к Футбольной ассоциации Наррандеры в 1932 году. Клуб распался после футбольного сезона 1932 года.